# Magyarisierung
Als Magyarisierung (Aussprache /ˌmadjarɪˈziːrʊŋ/ von Ungarisch magyar [ˈmɒɟɒr]), auch Madjarisierung geschrieben, wird die Ende des 18. Jahrhunderts einsetzende nationalistische Politik des Königreichs Ungarn bezeichnet. Ihre Zielsetzung war die legislativ geförderte Assimilation der nichtmagyarischen Bevölkerung.

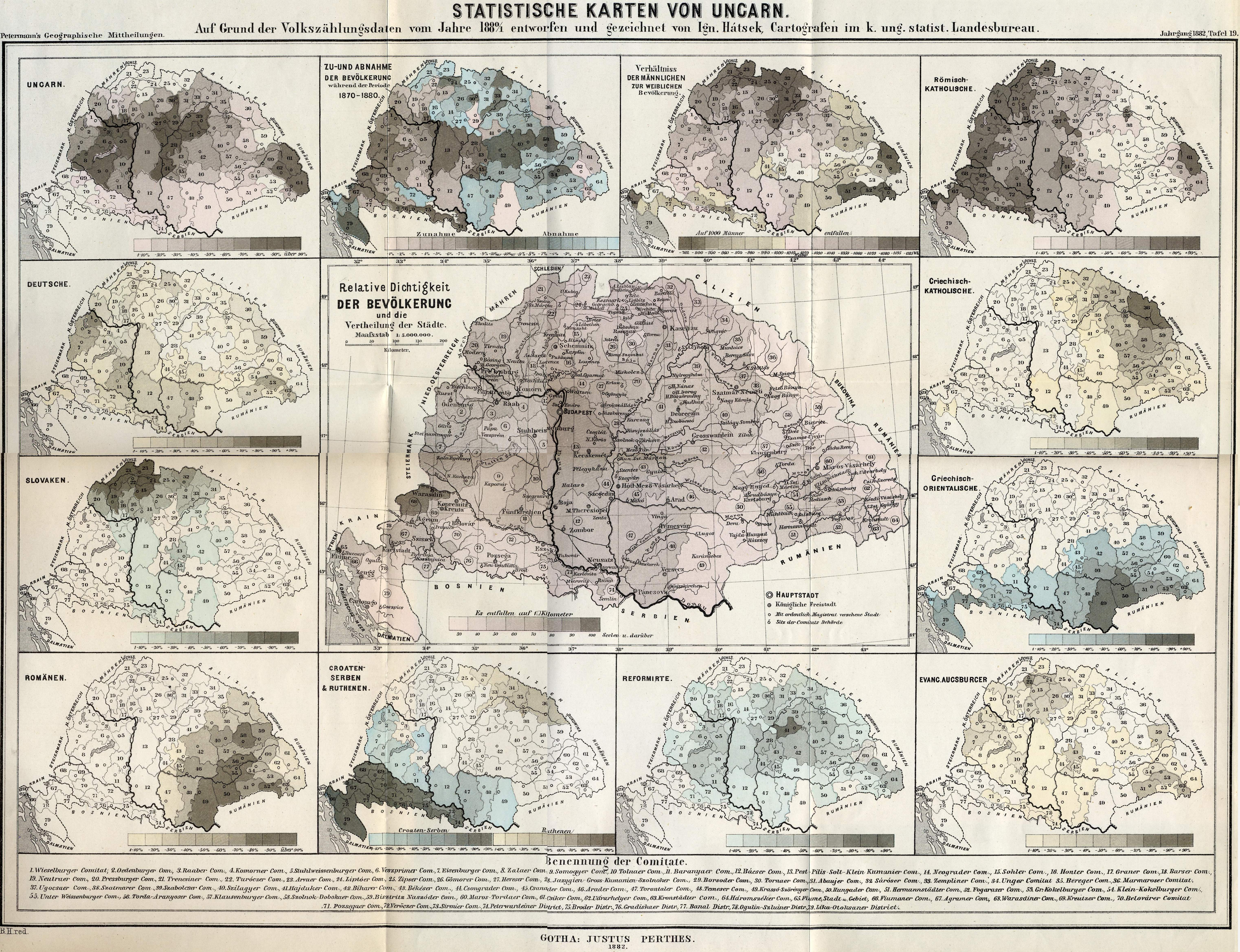
Volkszählungsergebnisse im Königreich Ungarn 1880

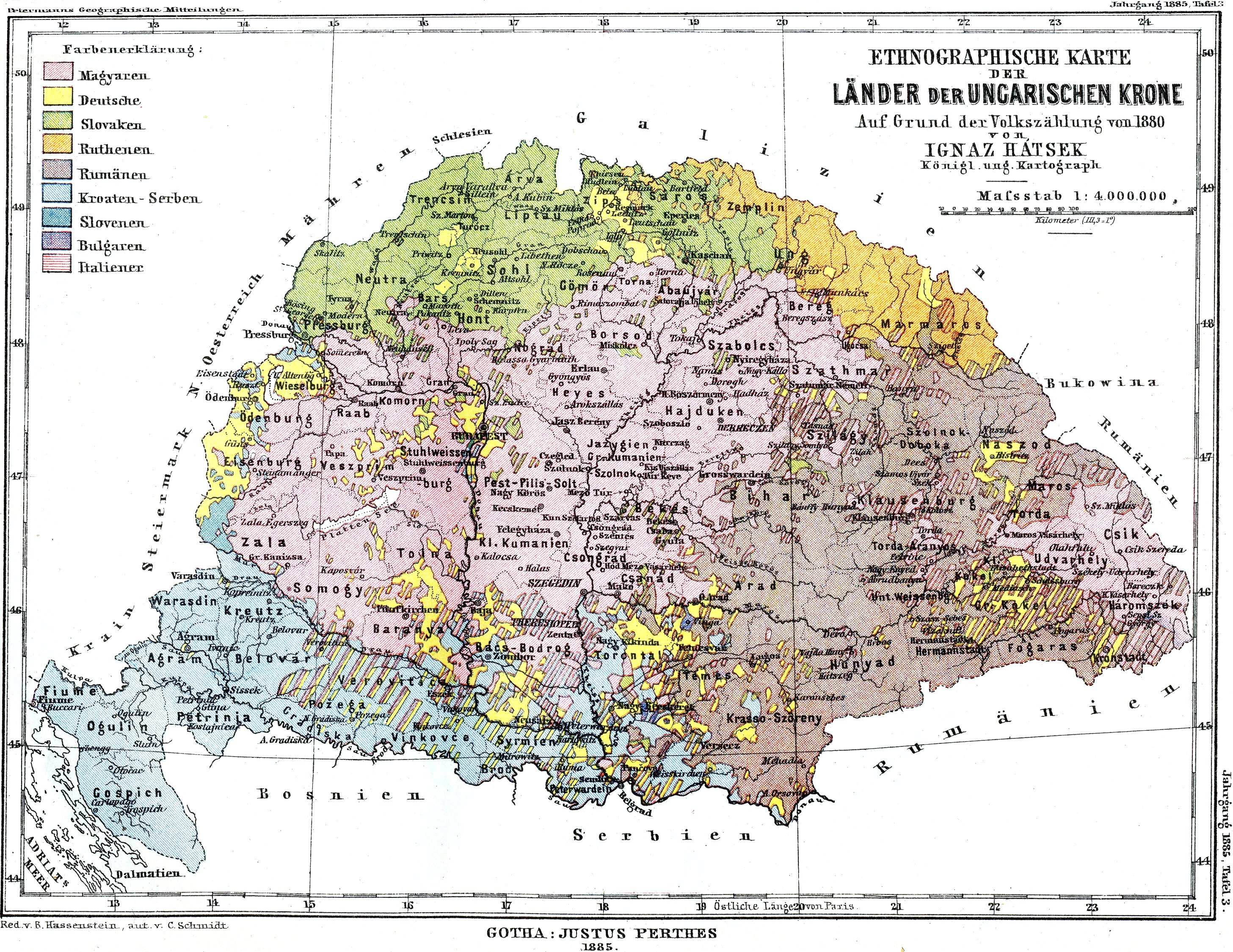
Ethnische Karte Ungarns 1880

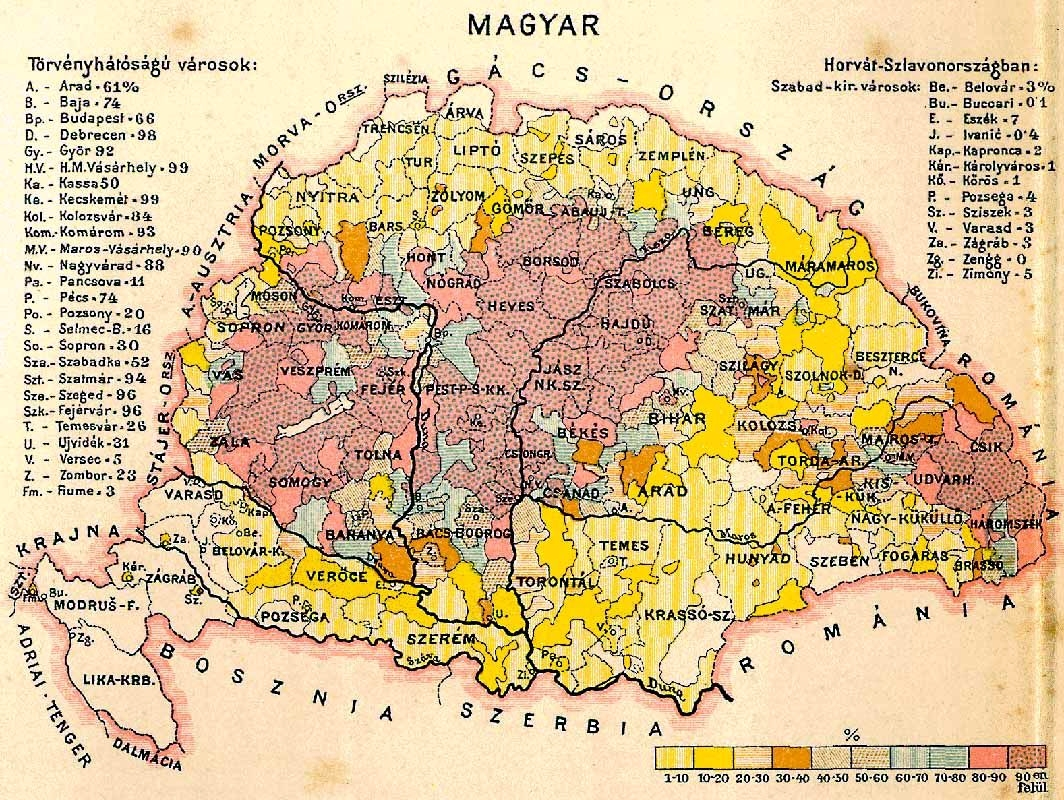
Ungarischer Bevölkerungsanteil im Königreich Ungarn 1890

## Terminologie

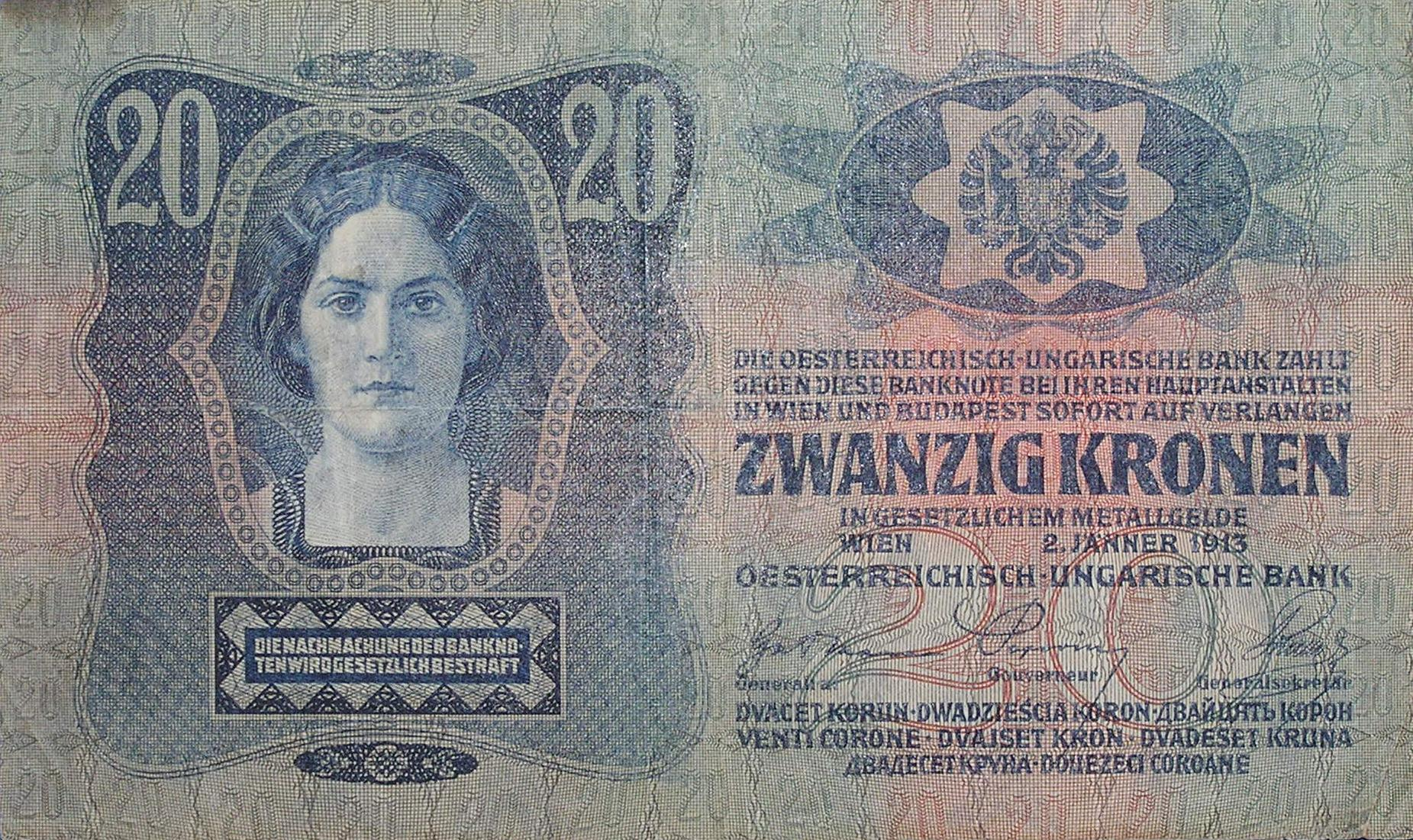
20-Kronen-Banknote Österreich-Ungarns, 1913 – Vorderseite (für den österreichischen Teil der Monarchie) auf Deutsch sowie in den sonstigen Sprachen des österreichischen Teils der Monarchie (Tschechisch, Polnisch, Ruthenisch (Ukrainisch), Italienisch, Slowenisch, Kroatisch, Serbisch und Rumänisch)

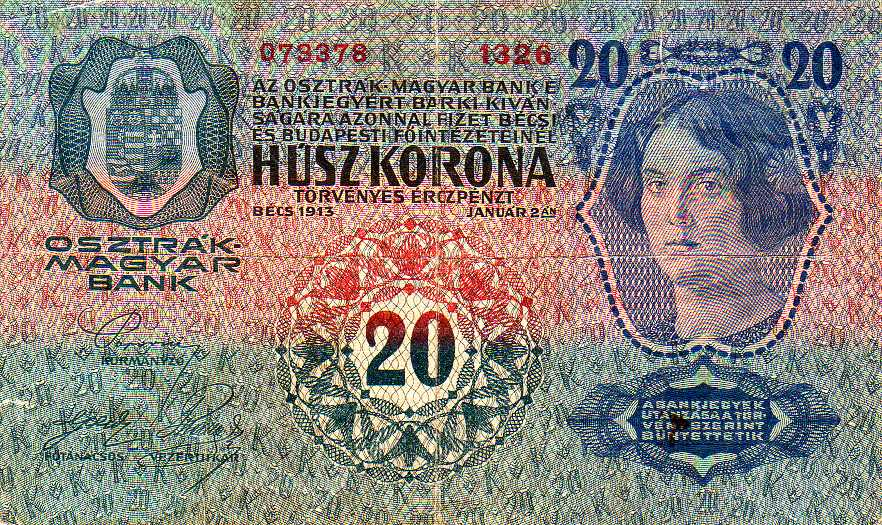
Rückseite derselben Banknote, für den ungarischen Teil der Monarchie, nur auf Ungarisch

In der ungarischen Sprache lautet die Eigenbezeichnung für „Ungarin / Ungar“ und „ungarisch“ magyar. Dieses Wort wird in diesem Artikel aus dem Ungarischen entlehnt und daher stets der Begriff magyarisch verwendet. In der slowakischen und tschechischen Sprache wird deutlich zwischen Ungarn vor 1918 (z. B. slowakisch Uhorsko) und der Ethnie (ethnische Ungarn) (slowakisch Maďari) unterschieden, seit 1918 wird Ungarn in den heutigen Grenzen als Maďarsko bezeichnet. In der kroatischen Sprache wird auch deutlich (vor 1918 Ugarska, nach 1918 Mađarska) unterschieden.

## Geschichte
Die Magyarisierung ist zeitlich in die Epoche der Umgestaltung des ungarischen Feudalstaates (Vielvölkerstaat) zu einem Nationalstaat zwischen 1790 und dem Zerfall Österreich-Ungarns 1918 einzuordnen. Sie war eine Reaktion des ungarischen Adels auf den Josephinismus, als Kaiser Joseph II. zwischen 1780 und 1790 auch im Königreich Ungarn legislative Reformen nach den Prinzipien des aufgeklärten Absolutismus durchsetzen wollte. Zu diesen Reformen gehörten zum einen die Einführung des Deutschen als Amtssprache in der gesamten Habsburgermonarchie und zum anderen die Förderung der Sprachen sämtlicher Völker im Königreich, um den Zugang der Bevölkerung zur Bildung zu fördern.
Die ersten Magyarisierungsgesetze wurden unter Leopold II. 1791 (Artikel 16) und 1792 (Artikel 7) erlassen. Im 19. Jahrhundert wurde ganz offen diskutiert, wie man die Magyarisierung am besten erreichen könnte. Nach der für die Magyaren verlorenen Revolution von 1848/1849 musste sie unterbrochen werden, erreichte aber nach dem Österreichisch-Ungarischen Ausgleich von 1867 unter Ministerpräsident Gyula Andrássy und seinen Nachfolgern einen neuen Höhepunkt. 
Unter der Regierung Kálmán Tisza 1875 bis 1890 begann die eigentliche Magyarisierung Ungarns. Die nichtmagyarische Bevölkerung sollte durch mehr oder weniger sanften Druck die magyarische Sprache und Nationalität annehmen. In mehreren Etappen, zunächst noch zögerlich, wurde unter Tisza jede nationale Äußerung etwa der Slowaken zusehends unmöglich gemacht. Die Situation war mit der Leugnung der Existenz der slowakischen Nation durch Tisza verhärtet. Zwischen 1880 und 1910 stieg der Prozentsatz der sich als Magyaren bekennenden Bürger Ungarns (ohne Kroatien) von 45 auf über 54 Prozent.
Dezső Bánffy, Ministerpräsident von 1895 bis 1899, institutionalisierte und bürokratisierte die Nationalitätenpolitik, verbunden mit Repressalien gegen die Minderheiten im Königreich. Bánffy erhob dabei die Idee des ungarischen Nationalstaates zum Regierungsprogramm: Der Nationalstaat sollte unter anderem durch Magyarisierung von Ortsnamen, Familiennamen und durch intensiven Sprachunterricht verwirklicht werden. Der Sprachenstreit mit den Minderheiten war für ihn nur vorgeschoben: die Frage der Sprache ist nur ein Mittel, das eigentliche Ziel ist, eine föderalistische Politik in Ungarn einzuführen. 
Seine Regierung wird in der Forschung als intolerant, chauvinistisch und repressiv bezeichnet.
In dieser Zeit wurden Magyarisierungsgegner verhaftet, zahlreiche Schulen der slowakischen Bevölkerung und der Ungarndeutschen geschlossen und durch magyarische Schulen ersetzt. Adam Müller-Guttenbrunn, ein Banater Schwabe, fühlte sich als Opfer der Magyarisierung und wurde so zum Wegbereiter des Deutschnationalismus in Österreich. 1907 wurde die Lex Apponyi des damaligen Kultusministers Albert Apponyi eingeführt, mit der die staatliche Kontrolle und der Unterricht in magyarischer Sprache auf die Gemeinde- und Konfessionsschulen ausgedehnt wurde.
Zumindest im Falle der Kumanen oder Jazygen zeigten die Magyarisierungsmaßnahmen ab 1876 Erfolg.
In Ungarn leben laut der Volkszählung von 2001 268.935 griechisch-katholische Christen. Die meisten davon, ausgenommen ein paar Tausende Rumänen und Ukrainer, geben ihre ethnische Herkunft als „ungarisch“ an. Bei den meisten von ihnen handelt es sich um magyarisierte Ukrainer, teilweise auch Rumänen, die im 19. und 20. Jahrhundert sprachlich assimiliert wurden. Das ungarische griechisch-katholische Bistum wurde 1912 in Hajdúdorog gegründet und verfolgte das Ziel, die ukrainische und rumänische Sprachen in den Gottesdiensten durch die ungarische zu ersetzen. Der Sitz der ungarischen griechisch-katholischen Kirche liegt heute in Nyíregyháza.

## Maßnahmen
Eines der Hauptwerkzeuge der Magyarisierung war das Volksschulwesen, das den nichtungarischen Nationalitäten zunehmend entrissen wurde. Ein weiteres war, politische Teilhabe der Minderheiten durch ein Zensuswahlrecht weitgehend zu verhindern. 1913 waren nur 7,7 % der Gesamtbevölkerung wahlberechtigt oder durften öffentliche Ämter bekleiden.
- Zur Magyarisierung siehe auch Österreich-Ungarn.
- Zur Magyarisierung am Beispiel der Slowaken siehe auch den Abschnitt Magyarisierung im Artikel zur Geschichte der Slowakei.

## Belege
1. ↑  Göttinger Digitalisierungszentrum: Sammlung der ungarischen Reichstags-Gesetze vom Jahre 1791. Artikel XVI, S. 35.
2. ↑  Robert Bideleux, Ian Jeffries: A history of Eastern Europe. Crisis and change. Routledge, London u. a. 1998, ISBN 0-415-16111-8, S. 365.
3. ↑  Manfred Alexander, Janko Prunk: „Kleines Volk“ und politische Macht. Slowaken und Slowenen im 19. und 20. Jahrhundert im Vergleich. In: Manfred Alexander, Frank Kämpfer, Andreas Kappeler (Hrsg.): Kleine Völker in der Geschichte Osteuropas. Festschrift für Günther Stökl zum 75. Geburtstag (= Jahrbücher für Geschichte Osteuropas. Beihefte 5). Steiner, Stuttgart 1991, ISBN 3-515-05473-1, S. 76–90, hier S. 80 f.
4. 1 2  Wolfdieter Bihl: Der Weg zum Zusammenbruch. Österreich-Ungarn unter Karl I. (IV.). In: Erika Weinzierl, Kurt Skalnik: Österreich 1918–1938. Geschichte der Ersten Republik. Band 1. Styria, Graz u. a. 1983, ISBN 3-222-11456-0, S. 27–54, hier S. 44.
5. ↑  Ungarische Elektronische Bibliothek MEK: Anpassungskrise der sächsischen und rumänischen Nationalbewegung.; sowie Gerald Volkmer: Die Siebenbürgische Frage 1878–1900. Der Einfluss der rumänischen Nationalbewegung auf die diplomatischen Beziehungen zwischen Österreich-Ungarn und Rumänien (= Studia Transylvanica. 31). Böhlau, Köln u. a. 2004, ISBN 3-412-04704-X, S. 229, (Zugleich: Mainz, Universität, Dissertation, 2003/2004).
6. ↑  Ákos Moravánszky: Die Architektur der Jahrhundertwende in Ungarn und ihre Beziehungen zu der Wiener Architektur der Zeit (= Dissertationen der Technischen Universität Wien. 42). VWGÖ – Verband der wissenschaftlichen Gesellschaften Österreichs, Wien 1983, ISBN 3-85369-537-X, S. 48, (Zugleich: Wien, Technische Universität, Dissertation, 1980).
7. ↑  Zoltán Horváth: Die Jahrhundertwende in Ungarn. Geschichte der zweiten Reformgeneration (1896–1914). Luchterhand u. a., Neuwied u. a. 1966, S. 55.
8. ↑  Robert Bideleux, Ian Jeffries: A history of Eastern Europe. Crisis and change. Routledge, London u. a. 1998, ISBN 0-415-16111-8, S. 259.
9. ↑  Vasile Stoica: The Roumanian Question. Pittsburgh Printing Company, Pittsburgh PA 1919, S. 22.